# بيرت كاربيري
بيرت كاربيري (بالإنجليزية: Bert Carberry)‏ هو لاعب كرة قدم بريطاني في مركز نصف الجناح، ولد في 16 يناير 1931 في غلاسكو في المملكة المتحدة. لعب مع بورت فايل ونادي إكزتر سيتي ونادي بيرتن ألبيون ونادي غيلينغهام ونورويتش سيتي.